# Kanu klub Končar
Kanu klub Končar je kajaški i kanuistički klub iz Zagreba.
Osnovan je 1951. godine. Prostorije se nalaze južno od jarunskog Otoka Hrvatske mladeži, odijeljeni rukavcem širokim desetak metara, na adresi Kajakaški prilaz 2. Danas daje najviše hrvatskih reprezentativaca u kanuu na divljim vodama. To su Luka Obadić, Ivan Tolić, Matej Zonjić, Ivan Tolić, Leon Išpan, Luka Zubčić, Dino Išpan, Alba Zoe Gržin i dr. Trenira ih Tomislav Hohnjec.